# Creencias sobre vampiros

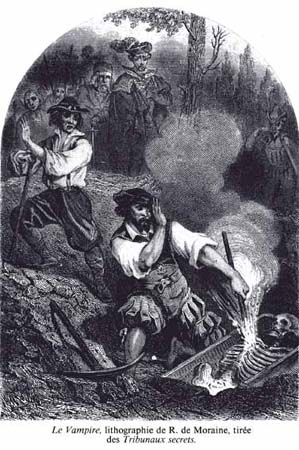
Le Vampire, litografía de R. de Moraine en Les Tribunaux secrets (1864).

A lo largo de la historia y en numerosas culturas han aparecido diversas creencias sobre vampiros, tanto en la mitología como en el folclore de pueblos muy diferentes entre sí. Culturas como la mesopotámica, la judía, la griega y la romana incluyen dentro de su mitología cuentos acerca de entidades demoníacas y espíritus sedientos de sangre que se consideran precursores de los vampiros modernos.
Sin embargo, a pesar de la existencia de mitos acerca de estas criaturas en la Antigüedad, el folclore de la entidad que hoy conocemos como «vampiro» se origina casi exclusivamente a partir de principios del siglo XVIII en el sureste de Europa, como las tradiciones orales de muchos grupos étnicos de la región han registrado y publicado. En la mayoría de los casos, los vampiros son seres no muertos malvados, víctimas de suicidio, o brujas, pero también pueden ser creados mediante la posesión de un cadáver por un espíritu malévolo o al ser mordido por un vampiro. La creencia en tales leyendas fue tan habitual en algunas zonas que se registraron casos de histeria colectiva e incluso de ejecuciones públicas de las personas sospechosas de ser vampiros.
La universalidad del mito del vampiro ha llevado a algunos autores a relacionar los elementos comunes de estas creencias con los arquetipos universales, especialmente la muerte, y es considerado uno de los elementos ancestrales constituyentes del inconsciente colectivo, en el cual confluyen diversos miedos, como a la oscuridad o la enfermedad. Desde una perspectiva psicoanalítica, el vampiro es considerado una sublimación del narcisismo y el complejo de castración, con una fuerte carga sexual.
Partiendo normalmente del centro y el este de Europa, durante los siglos XVIII y XIX circularon libremente numerosas leyendas sobre estas criaturas mitológicas, conformando mitos tan completos y numerosos que influyeron definitivamente en el resto de tradiciones europeas, sobre todo gracias a la literatura gótica y los relatos de los irlandeses Bram Stoker y Sheridan le Fanu. Estas tradiciones siguen siendo reinterpretadas en la literatura y el cine actuales.
Otras tradiciones ajenas a la influencia europea, como las propias de Asia, África o la América precolombina, se han combinado con el vampiro europeo, haciendo difícil la distinción entre las creencias autóctonas y las derivadas del intercambio cultural. El folclore propio de poblaciones dispersas en numerosos países, como los romaníes o los judíos, que incluyen tradiciones sobre espíritus malvados similares a los vampiros, han ayudado a expandir el mito hasta conformar un conjunto firme de tradiciones al que se han dedicado muchos estudios desde las más diversas disciplinas.

## Características generales del mito

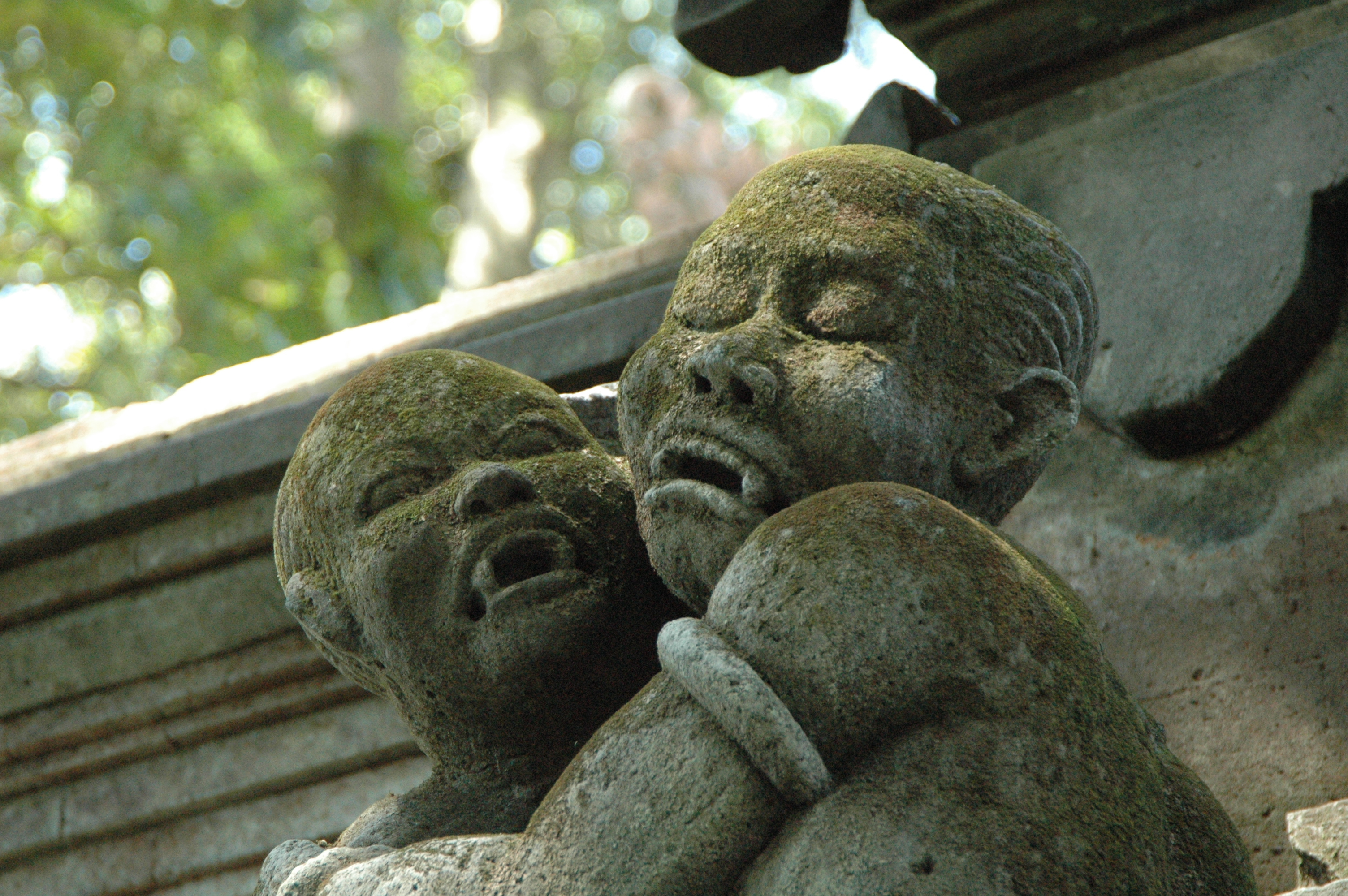
Estatua que representa a dos vampiros en el Templo del Mono (en el bosque de Ubud, Bali, Indonesia).

### Universalidad y origen
La figura del vampiro, como monstruo nocturno, forma parte, para algunos autores, del conjunto de arquetipos universales relacionado con la muerte. Si bien en la obra de Jung no se hace mención expresa al vampiro, algunos autores lo consideran una de las imágenes ancestrales constituyentes del inconsciente colectivo. Las criaturas sedientas de sangre como espectros nocturnos, íncubos, aparecidos, nigromantes no muertos y hombres lobo emergen de la oscuridad de la sociedad primitiva, transformándose en recuerdo en el presente. Entre ellos, el vampiro es quizás la criatura más universal:

Lo más inquietante de todos los monstruos nocturnos, y del más allá que nos acometen desde las pesadillas y la mitología de la humanidad, en último extremo, es su analogía. Ningún pueblo de la Tierra que aprende a dominar y a servirse de la naturaleza, regresó a ella solo como doncella, sino también como una figura aterradora. No hay ningún pueblo en la Tierra que no haya soportado sus gorgonas, hombres lobo, gules y muertos vivientes. Cuán difícil, cuán espiritual y cuán general puede ser, respectivamente, el concepto divino, mientras que, por el contrario, los fantasmas de las esferas más bajas que aúllan en los bosques jamás hollados, que salen de las tumbas o que se encorvan sobre el durmiente, han sido siempre de una claridad poética descriptible.
Dieter Sturm y Klaus Völker, Von denen Vampiren und Menschensaugern, p. 259.

A través de este origen, que puede remontarse a la caza y al miedo a la oscuridad en las sociedades neolíticas, se explica que aparezcan entidades «vampíricas» en tradiciones tan separadas geográficamente. Estas entidades mitológicas, si bien son diferentes en algunos de sus aspectos, mantienen una remarcable unidad en su esencia: una criatura que vuelve de la muerte para alimentarse del elixir de la vida, la sangre.
El mito del vampiro une el mundo de la muerte con el de los vivos. Ambas experiencias, cosmogónicas, están íntimamente unidas a los temores colectivos ante el sufrimiento, la oscuridad, el vacío y la sombra, sentimientos propios de los seres humanos de todas las culturas y épocas, lo que hace que el folclore sobre vampiros vaya evolucionando y releyéndose simbólicamente. Si en la Europa medieval servía como explicación simbólica de la peste, el vampiro sigue siendo actualmente un símbolo del mal y una forma de responder ante la angustia de la muerte, ya deseando su inmortalidad o temiendo su poder. En palabras de Sigmund Freud:

Muchas personas consideran siniestro en grado sumo cuanto está relacionado con la muerte, con cadáveres, con la aparición de los muertos, los espíritus y los espectros... Pero difícilmente hay otro dominio en el cual nuestras ideas y nuestros sentimientos se han modificado tan poco desde los tiempos primitivos, en el cual lo arcaico se ha conservado tan incólume bajo un ligero barniz, como en el de nuestras relaciones con la muerte. Dos factores explican esta detención del desarrollo: la fuerza de nuestras reacciones afectivas primarias y la incertidumbre de nuestro conocimiento científico [...] Nuestro inconsciente sigue resistiéndose, hoy como antes, a asimilar la idea de nuestra propia mortalidad.
Sigmund Freud, Lo siniestro.

Ya que el mito del vampiro se nutre simbólicamente de elementos comunes a la naturaleza humana, se comprende su universalidad presencia constante en el folclore, incluso en la literatura y el cine actuales, con frecuentes revisiones desde diversas perspectivas, sea el amor adolescente o la ficción histórica.

### Elementos comunes
La sangre es el elemento central en las tradiciones acerca de vampiros. Como arquetipo, es un símbolo del alma, de la fuerza vital, además de ser central en religiones como el cristianismo. Cuando un vampiro bebe la sangre de sus víctimas consume su energía en beneficio propio, frecuentemente sin violencia, pues la propia víctima no se da cuenta del ataque. Según algunos autores, desde una perspectiva psicoanalítica la mordedura del vampiro está más relacionada con el sexo que con la violencia.
Según la interpretación psicoanalítica, otros elementos comunes como los colmillos, la estaca como símbolo fálico y la tradicional muerte del vampiro es una sublimación del narcisismo y el complejo de castración.
En el mito del vampiro se construye un doble del hombre y la mujer sin las ataduras morales de la sociedad, un ser totalmente libre, vuelto sobre su libido, que solo puede ser muerto simbólicamente por el símbolo del padre, la cruz.

## En la Antigüedad
En casi todas las culturas y mitologías alrededor del mundo han aparecido mitos acerca de no muertos consumidores de sangre. Mientras que hoy en día se asocian mayoritariamente a la figura del vampiro, en la Antigüedad el consumo de sangre y la vuelta de la muerte se atribuían a demonios o espíritus, dependiendo de la cultura, que también consumían carne fresca o de cadáveres, como los necrófagos, y causaban plagas o desgracias naturales. Por ejemplo, en Arabia muchos de estos elementos se atribuyeron a los gules, en el Antiguo Egipto a la diosa Sekhmet y en el judaísmo y el cristianismo primitivo al Diablo. De hecho, algunas de estas leyendas podrían haber dado lugar al folclore de la Europa oriental, a pesar de que no son estrictamente considerados vampiros por la mayoría de los historiadores actuales.

### Mesopotamia

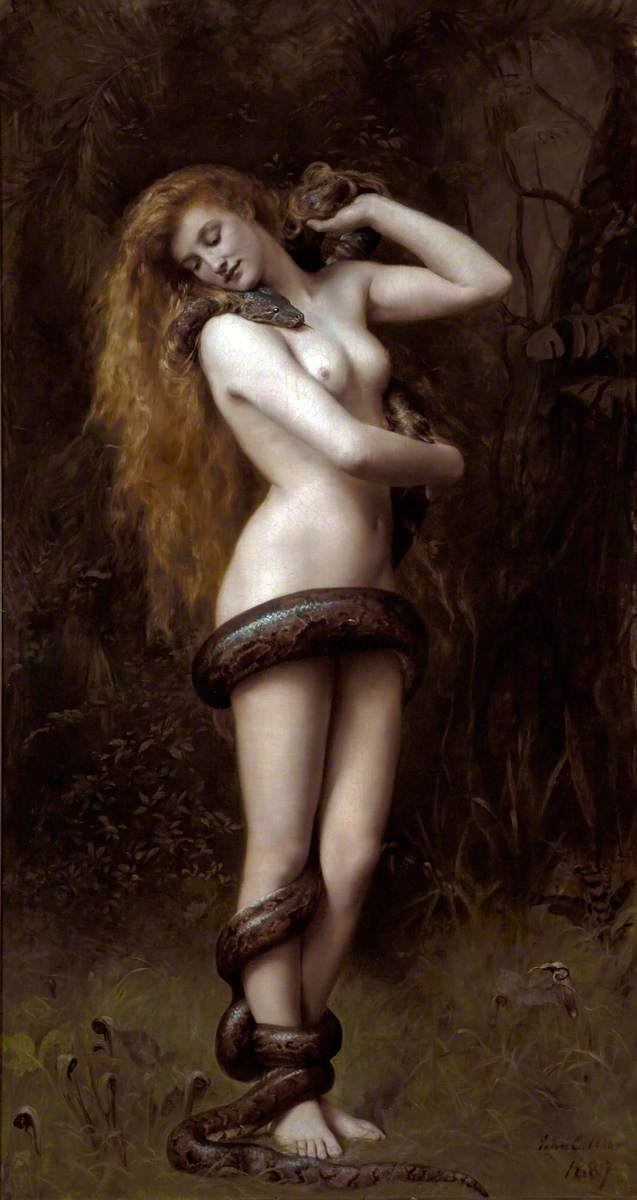
Lilith (1892), de John Collier.

Mesopotamia fue una zona en la que aparecieron gran número de supersticiones acerca de demonios bebedores de sangre. Los historiadores señalan a Persia como una de las primeras civilizaciones en escribir relatos sobre estos demonios. Se han encontrado en excavaciones fragmentos de cerámica en los que aparecen representadas criaturas tratando de beber sangre de personas.

#### Lilith
En la antigua Babilonia existían cuentos sobre la mítica Lilitu, que dio lugar a la Lilith (en hebreo לילית) y sus hijas, las «Lilim» de la demonología judía y la Haggadah. Lilitu era considerada un demonio que subsistía gracias a la sangre de bebés recién nacidos. Sin embargo, su equivalente hebrea también se alimentaba de carne de adultos.
La leyenda de Lilith fue originalmente incluida en algunos textos judíos tradicionales. Según la tradición popular medieval, fue la primera mujer de Adán, antes de Eva. En estos textos, Lilith abandonó a Adán para convertirse en la reina de los demonios tras negarse a ser su subordinada y, por tanto, ser expulsada del Edén por Yahvé mismo.
Ya como demonio, al igual que la estirge romana, buscaba la sangre de niños y a sus madres por la noche las asesinaba y, en menor medida, de los hombres. Como la Ley judía prohíbe terminantemente comer carne humana o beber cualquier tipo de sangre, la conducta de Lilith se consideraba excepcionalmente malvada. Para evitar sus ataques, los padres utilizaban amuletos que colgaban de la cuna de sus hijos.
Una versión alternativa de la leyenda relata que Lilith/Lilitu (y un espíritu del mismo nombre) surgió originalmente en Sumeria, donde se asocia a una «bella e infértil doncella», una prostituta y vampiresa que, después de haber elegido un amante, nunca le deja ir. Lilitu y los espíritus similares eran representados como figuras antropomorfas con patas de pájaro, demonios del viento o de la noche y depredadores sexuales que subsistían gracias a la sangre de bebés y sus madres.

#### Lamashtu
Otros demonios de Mesopotamia como la diosa babilónica Lamashtu, (y su equivalente Dimme en Sumeria), también son mencionadas como de naturaleza vampírica. Lamashtu es una figura cuya descripción es históricamente más antigua a la de Lilith y que influyó en su posterior mitología. Muchos hechizos la invocaban como «Malvada Hija del Cielo» o de Anu y era a menudo descrita como una terrorífica criatura sedienta de sangre, con cabeza de león y cuerpo de burro. Como Lilitu, Lamashtu atacaba principalmente a los recién nacidos y sus madres. Se decía que vigilaba con particular atención a las mujeres embarazadas, especialmente durante el parto. Después, arrebataría el recién nacido a su madre para beber su sangre y comer su carne. En los llamados textos de Labartu se la describe así:

Allá donde venga, allá donde aparezca, trae el mal y la destrucción. Hombres, bestias, árboles, ríos, caminos, edificios, a todos trae perjuicios. Es un monstruo sediento de sangre y hambriento de carne fresca.

#### Gallu y utukku
Relacionados con Lilith aparecen los gallu y los utukku, aunque estos términos se utilizan en general para referirse a varios espíritus malignos llamados «malvados uttuke» o «malvados galli». En uno de los hechizos donde se les invocaba son descritos como entidades que amenazan las casas, atacan a la gente y comen su carne. Además, dejan que su propia sangre caiga como la lluvia, emponzoñando los campos. Como espíritus condenados, no pueden parar de atacar a las personas y de beber sangre humana.
Lamashtu, Lilitu, y los gallu son invocados en diferentes textos mágicos para la creación de amuletos. Posteriormente, la figura de un gallu se recupera en un mito greco-bizantino como gello, gylo o gyllo. Allí aparece como un demonio femenino que roba y asesina niños, de manera similar a las lamias.

### Tradiciones árabes
Tras la decadencia de la cultura mesopotámica no se recogen más tradiciones acerca de vampiros hasta la recopilación de cuentos conocida como Las mil y una noches, donde se habla de espíritus malignos, vivos o muertos, que se pueden convertir en vampiros. Una de las historias, Historia del príncipe y la vampiresa, narra el matrimonio de un príncipe con una vampiresa, de nombre Nadilla, a la que consigue matar. En otra, Honor de Vampiro, una princesa se casa sin saberlo con un vampiro que le da de comer carne humana, hasta que es capaz de engañarlo y volver con su familia.

### Antiguas Grecia y Roma

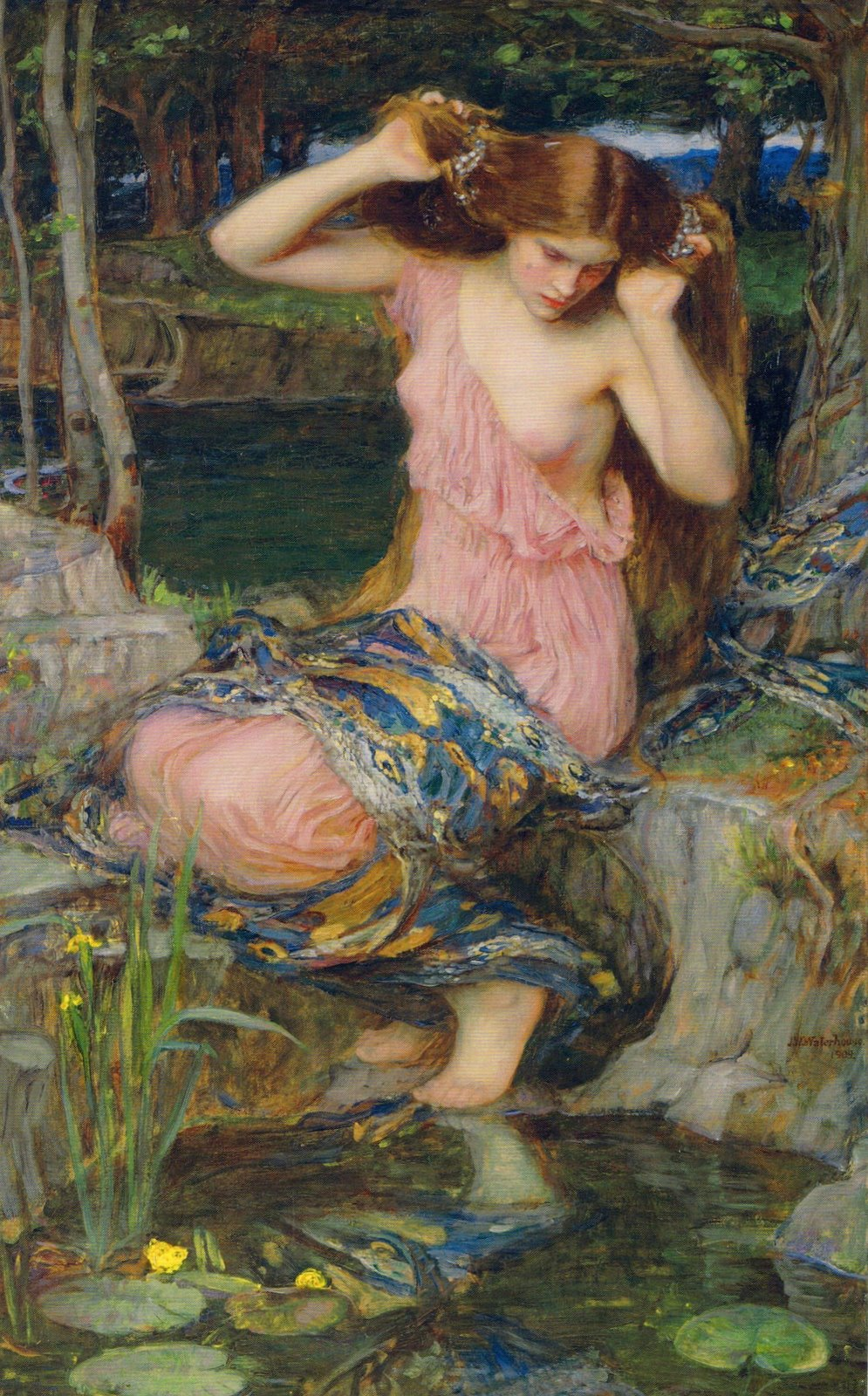
Lamia de John William Waterhouse (1909). Véanse las serpientes cerca del talle.

La mitología grecorromana presenta varios precursores de los vampiros modernos. En la Odisea de Homero se habla de las «sombras de los muertos». Estos espíritus son atraídos por la sangre. En el relato de Homero, cuando Odiseo viaja al Hades, sacrifica un carnero y una oveja negra para atraer a las sombras y comunicarse con ellas.
En la mitología romana, las larvae o lémures eran espectros que regresaban de la muerte, pero no tienen ninguna relación con la sangre.
Los personajes mitológicos más relacionados con la figura del vampiro son siempre mujeres, aunque no fueron consideradas no muertas, como Empusa y Lamia, ambas relacionadas con la diosa ctónica del inframundo Hécate, y la estirge de la mitología romana. Con el tiempo los dos primeros términos generales se convirtieron en palabras para nombrar a las brujas y demonios, respectivamente.

#### Empusa
Empusa era hija de la diosa ctónica Hécate y era descrita como una criatura demoníaca, con una pata de burro y otra de bronce. Capaz de transformarse en una mujer joven y hermosa, mediante esta argucia conseguía seducir a los hombres para después beber su sangre mientras dormían.

#### Lamia
Lamia, por su parte, era hija del rey Belo y amante secreta de Zeus. Cuando Hera, la esposa de Zeus, descubre la infidelidad de este, mató a todos los hijos de la relación. La mortal Lamia, transformada por el dolor en un híbrido entre mujer y serpiente, juró venganza y asesinó a varios niños pequeños mientras descansaban en sus camas por la noche, bebiendo su sangre.
Plutarco recoge la leyenda de que Lamia podía sacarse los ojos y volver a ponérselos. Otras tradiciones afirman que Hera la maldijo con no poder cerrar los ojos, de tal manera que nunca pudiera borrar la imagen de sus hijos muertos.

#### Estirge
Al igual que Lamia, las estirges se alimentan de niños, aunque también buscan hombres jóvenes como presa. Se les describe como criaturas con cuerpo de cuervo o de ave en general, y más tarde fueron incorporados a la mitología romana como una especie de ave nocturna que se alimenta de carne humana y sangre.
La raza de vampiros rumanos llamada Strigoï no tiene relación directa con las estirges grecorromanas, pero su nombre, como el del Shtriga albanés y el del eslavo Strzyga, deriva de la mitología romana, a pesar de que los mitos acerca de estas criaturas son más similares a sus equivalentes eslavas que a las clásicas.

#### Mormo
Mormo era un espíritu que mordía a los niños con mal comportamiento, compañero de Hécate. El nombre, posteriormente, se amplió para referirse también a una mujer vampiro que asustaba a los niños. Esta referencia se encuentra principalmente en algunas obras de Aristófanes.

## Europa
Europa es el continente con mayor número de tradiciones sobre vampiros. Partiendo normalmente del centro y el este de Europa, circularon libremente numerosas leyendas sobre estas criaturas mitológicas, algunas de ellas basadas en personajes reales cuya muerte dio lugar a la reinterpretación de viejas tradiciones.
Los mitos acerca de vampiros en Europa central son tan completos y numerosos que han configurado el arquetipo del vampiro universal e influido en el resto de tradiciones europeas, especialmente en el siglo XIX gracias a la literatura gótica y los relatos de Bram Stoker, Sheridan le Fanu y Charles Baudelaire.

### Folclore eslavo

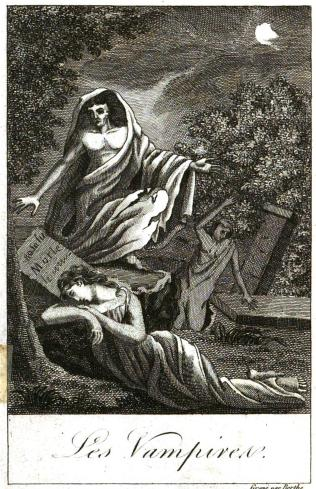
Grabado titulado Les vampires en el frontispicio del libro Histoire des vampires et des spectres malfaisans: avec un examen du vampirisme, escrito por Jacques-Albin-Simon Collin de Plancy, publicado por Masson, París, en 1820.

Algunas de las causas más comunes de vampirismo en el folclore eslavo se basan en la figura de un mago de comportamiento inmoral que, tras sufrir una muerte «antinatural» o prematura, como el suicidio, fallecer excomulgado, ser enterrado sin los adecuados rituales, haber saltado un animal o haber volado un ave sobre el cuerpo o el sepulcro vacío, e incluso por haber nacido con el saco amniótico cubriéndole la cabeza, con dientes, con cola, o haber sido concebido en determinados días, se convertía en vampiro. Relacionado con los vampiros se recoge la figura del lidérc, palabra húngara para referirse a los espíritus nocturnos manifestados en los fuegos fatuos que, o bien provocaban pesadillas, o bien seducían a los hombres para después devorarlos.
En el sur de Rusia se consideraba que las personas que hablaban consigo mismas corrían el riesgo de convertirse en vampiros, denominados tradicionalmente wurdulac y que atacaban principalmente a su propia familia. Los vampiros eslavos eran capaces de convertirse en mariposas, pues las tradiciones populares simbolizaban el alma separada del cuerpo con ellas. En algunas tradiciones se habla de «vampiros vivientes» o «personas con dos almas», una especie de brujas capaces de dejar su cuerpo y participar en actividades nocivas y vampíricas mientras duermen.
Entre las creencias de los pueblos eslavos orientales, especialmente entre los habitantes de las regiones del norte (es decir, la mayor parte de Rusia), los «no muertos», a pesar de tener muchas de las características de los vampiros de otros pueblos eslavos, no beben sangre y su nombre no deriva de la raíz común eslava para «vampiro». Por su parte, las leyendas ucranianas y bielorrusas son más convencionales. En Ucrania, los vampiros no pueden ser descritos como muertos, sino como seres malvados mucho antes de su muerte. En el folclore ucraniano también se describe a los vampiros como personas con el rostro rojo y pequeñas colas. Durante las epidemias de cólera en el siglo XIX, hubo casos de personas quemadas vivas por sus vecinos, acusadas de ser vampiros.
En el folclore de los pueblos eslavos del sur, se creía que un vampiro debía pasar por varias etapas en su desarrollo. Los primeros cuarenta días se consideraban decisivos para la creación de un vampiro, que comenzaba solo como una sombra invisible que gradualmente se fortalecía gracias a la sangre que había succionado. Formaba así una masa gelatinosa y deshuesada que evolucionaba hacia la creación de un cuerpo humano casi idéntico al que la persona había tenido en vida. Esta evolución permitía a la criatura abandonar su tumba y comenzar una nueva vida. El vampiro, que era generalmente de sexo masculino, era también sexualmente activo y podía tener hijos, ya sea con su viuda o con una nueva esposa. Estos hijos, llamados dhampiros en romaní o vampirović en serbio, podían también convertirse en vampiros, pero también poseían la habilidad especial de ver y poder matar no muertos, por lo que solían convertirse en eficaces cazadores de vampiros. El mismo talento se atribuía a las personas nacidas en sábado, llamadas sabbatarios, en búlgaro sâbotnichav, y en griego sabbatianoí.
Con el fin de conjurar la amenaza de los vampiros y la enfermedad, uno de los métodos consistía en que dos hermanos gemelos dirigiesen una yunta de bueyes con arado e hicieran un surco con ella alrededor del pueblo. Otra tradición popular afirma que debía romperse un huevo y clavarse un clavo en suelo de la casa de una persona fallecida recientemente. Además, dos o tres mujeres ancianas debían internarse de noche en el cementerio después del funeral y clavar cinco espinas o cinco cuchillos viejos en la tumba: uno en el lugar donde se coloca el pecho del cadáver y los otros cuatro en las posiciones de los brazos y las piernas. Otros textos describen la costumbre de subir una colina hacia atrás con una vela encendida y una tortuga para evitar a los vampiros. Alternativamente, se podía rodear la tumba con un hilo rojo de lana, que después se prendía hasta quemarse por completo. Si se escuchaba un ruido por la noche y se sospechaba que un vampiro acechaba furtivamente la casa de alguien, gritar «Ven mañana, y te daré un poco de sal» o «Vamos, amigo, consigue algunos peces, y vuelve» conseguía hacer huir al vampiro.

### Albania
En el folclore albanés, la shtriga es una vampira, similar a la estirge romana, que puede absorber la sangre o «energía vital» de los niños por las noches bajo la forma de un insecto volador, provocando enfermedades graves y finalmente la muerte. Se la suele representar como una mujer con cabello largo y negro y un rostro totalmente desfigurado. La tradición acerca de las shtriga pasó también a Italia con el nombre de strega.

### Bulgaria
Los vampiros búlgaros presentan, en las leyendas conservadas, características físicas propias: no tienen sombra ni huesos y no son muertos vivientes, sino almas que luchan contra la muerte. Para que un alma se convierta en un vampiro deben pasar nueve días tras la muerte del huésped y otro periodo de cuarenta días durante los cuales el etéreo vampiro es casi inofensivo, reduciéndose a turbar la tranquilidad de sus vecinos mediante gritos y temblores. Pasado este tiempo, se convierte en una criatura tremendamente poderosa y malvada, por lo que los familiares que sospechaban que un cadáver se había convertido en un vampiro debían contratar a una bruja o a un hechicero para matarlo mientras se desarrollaba, y no después. Según la leyenda, se podía engañar al espíritu y encerrarle en una botella que después sería incinerada.

### Grecia

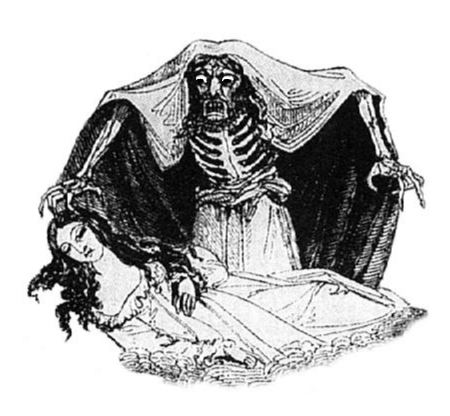
Ilustración para Varney el vampiro (1845-1847), de James Malcolm Rymer, una de las obras sobre vampiros clásica que recoge muchas de las tradiciones del este de Europa.

De manera muy diferente a sus precursores antiguos, el vampiro griego moderno, llamado βρυκόλακας, vrykolakas o καταχανάδες, katakhanades, en la isla de Creta, de los que derivan los vârcolac rumanos, eran seres que volvían de la muerte para vengarse de sus familiares, a los que devoraban vivos.
La creencias acerca de estos vampiros, que tienen mucho en común con el vampiro tradicional, han persistido a lo largo la historia griega y llegaron a estar tan extendidas durante los siglos XVIII y XIX que proliferaron muchas prácticas tanto para prevenir como para combatir el vampirismo. Los fallecidos eran a menudo exhumados de sus tumbas después de tres años de la muerte y los restos colocados en una caja por sus propios familiares. A continuación se vertía vino sobre ellos mientras un sacerdote ortodoxo leía pasajes de las Escrituras. Sin embargo, si el cuerpo no se había degradado suficientemente, el cadáver era considerado un vrykolakas.
En el folclore griego, el vampirismo podía aparecer a través de diversos medios: al ser excomulgado, al profanar una fiesta religiosa, tras cometer un gran crimen o muriendo en la soledad. Otras causas incluyen son que un gato saltase sobre la tumba, comer carne de una oveja muerta por un lobo, y ser maldecido. Se pensaba que los vrykolakas eran indistinguibles de las personas vivas, lo que ha dado lugar a muchos cuentos populares con este tema. Las cruces y el antidoron (pan bendito) de la Iglesia Ortodoxa Griega eran remedios eficaces para protegerse. Por otra parte, para evitar que los vampiros surgieran de los muertos, sus corazones se traspasaban con clavos de hierro mientras estaban en sus tumbas, o sus cuerpos eran quemados y las cenizas esparcidas. Ya que la Iglesia ortodoxa griega se oponía a la quema de personas que hubieran recibido el crisma en el rito del bautismo, la cremación fue considerada como el último recurso.

### Rumanía
En el folclore rumano, los vampiros podían ser moroi (a partir de una palabra eslava, mare o mara, referido a los espíritus causantes de las «pesadillas») o strigoi, este último vivo o muerto. Los strigoi vivos eran brujas que viven con dos corazones o dos almas, a veces ambos, con la capacidad de enviar sus almas por la noche para reunirse con otros strigoi y consumir la sangre de animales y vecinos. Por otro lado, los strigoi muertos eran cadáveres reanimados que succionaban sangre y atacaban a sus antiguas familias.
Los strigoi se convierten en no muertos después de su muerte, pero también hay muchas otras formas por las que una persona podía convertirse en un vampiro. Niños que nacieran con el saco amniótico cubriéndoles la cabeza, un pezón de más, cola o abundante pelo, estaban condenados a convertirse en vampiros. El mismo destino se aplica al séptimo hijo de cualquier familia, si todos los hermanos anteriores eran del mismo sexo, así como alguien nacido demasiado pronto o alguien cuya madre se hubiera cruzado con un gato negro. Si una mujer embarazada no comía sal o mantenía amistad con un vampiro o una bruja, su hijo también podía convertirse en un vampiro. Del mismo modo lo harían los hijos nacidos fuera del matrimonio, aunque muchas de estas supersticiones tienen un marcado carácter moralizante. Otros sujetos en riesgo de convertirse en vampiros eran los que muriesen de una manera no natural o antes del bautismo. Por último, un pelirrojo con los ojos azules es considerado un strigoi en potencia.
Los vampiros rumanos muerden a sus víctimas en el corazón o entre los ojos. Algunas tumbas eran abiertas cinco o siete años después de la sepultura para comprobar si el cadáver presentaba síntomas de vampirismo, antes de ser lavado y devuelto.

### Serbia
En el folclore serbio aparece la figura de Sava Savanović, un presunto vampiro que vivía en un viejo molino de agua en el río Rogačica (Zarožje, Bajina Bašta), donde asesinaba a otros campesinos. Se conservan tradiciones de más presuntos vampiros serbios, como Petar Blagojević de Veliko Gradište, muerto en 1724 y uno de los casos paradigmáticos de la histeria sobre vampiros del siglo XVIII.

### La histeria delsigloXVIII

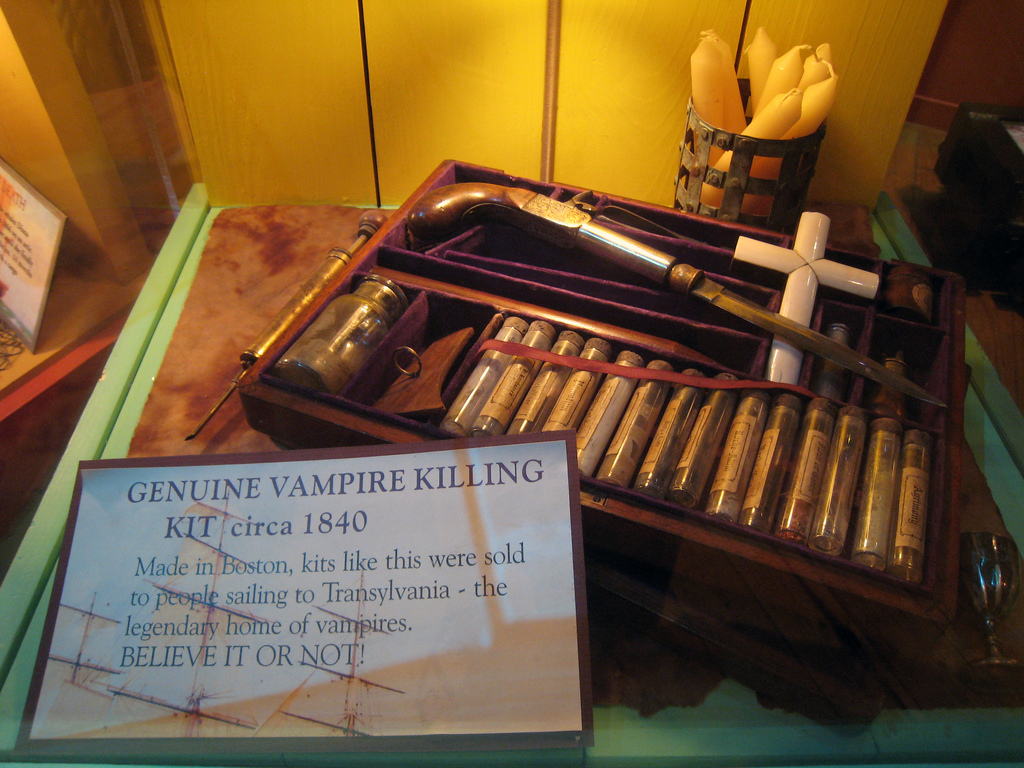
Presunto kit para matar vampiros vendido en Boston, c. 1840, para viajeros a Transilvania.

Durante el siglo XVIII hubo un frenesí de avistamientos de vampiros en Europa oriental que condujo a frecuentes desenterramientos con el objetivo de identificar y matar a los potenciales no muertos. Algunos gobiernos incluso llegaron a dedicar funcionarios a la tarea de cazar y clavar estacas en los cuerpos de los posibles vampiros.
A pesar de ser llamado el «Siglo de las Luces», en el que muchas de las creencias tradicionales fueron objeto de burla y olvido, la creencia en los vampiros aumentó espectacularmente, lo que ha llevado a algunos historiadores a describir como una histeria colectiva común a los pueblos de la mayor parte de Europa.
El pánico comenzó con un cúmulo de presuntos ataques de vampiros en Prusia Oriental en 1721 y en los territorios gobernados por la dinastía de los Habsburgo entre 1725 y 1734. Los dos famosos casos de vampirismo, los primeros en ser registrados oficialmente, tienen que ver con los cadáveres de los serbios Petar Blagojević (también conocido como Peter Plogojowitz) y Arnold Paole. Blagojević murió con 62 años, pero al parecer regresó después de su muerte para pedir comida a su hijo, quien se negó y fue encontrado muerto al día siguiente. Supuestamente volvió para atacar a algunos vecinos, que murieron a causa de una pérdida masiva de sangre. En el segundo caso, Arnold Paole, un soldado retirado dedicado a la agricultura que al parecer había sido atacado por un vampiro años antes, murió mientras recogía heno. Después de su fallecimiento murieron algunas personas de las cercanías, y el pueblo creyó que sus muertes se debían a un Paole que había regresado para vengarse de sus vecinos.
Los dos incidentes fueron bien documentados. Varios funcionarios del gobierno examinaron los cuerpos y escribieron los correspondientes informes de sucesos, mientras se publicaron libros acerca del caso en toda Europa. Este caso de histeria, al que comúnmente se refieren los historiadores como la «controversia sobre vampiros del siglo XVIII», duró una generación. El problema se vio agravado por las epidemias de presuntos ataques de vampiros en zonas rurales, sin duda causadas por la mayor cantidad de supersticiones propias de las comunidades rurales, con exhumaciones de cuerpos y, en algunas ocasiones, clavado de estacas en los mismos. Aunque muchos estudiosos afirmaron durante este período que la existencia de vampiros no era más que una leyenda y atribuyeron las noticias de «no muertos» a entierros prematuros o a la rabia, la superstición siguió aumentando.
La controversia cesó cuando la emperatriz María Teresa I de Austria envió a su médico personal, Gerhard van Swieten, a Moravia para investigar las denuncias de entidades vampíricas. Van Swieten escribió un tratado médico y racionalista, Abhandlung des Daseyns der Gespenster (Discurso sobre la existencia de fantasmas) en el que concluyó que los vampiros no existían y que la histeria era «fruto de la superstición y el barbarismo de gentes simples». La presencia de cuerpos incorruptos se debía, según su estudio, a la fermentación y a la falta de oxígeno. Animada por esta investigación, la emperatriz aprobó varias leyes para prohibir la apertura de las tumbas y la profanación de los cuerpos. A pesar de esta condena, la figura del vampiro siguió desarrollándose en las obras artísticas y en las supersticiones locales.

#### El testimonio de Calmet
Después de estos hechos, Dom Augustin Calmet, un respetado erudito y teólogo francés, elaboró un exhaustivo tratado en 1746, Dissertations sur les Apparitions des Anges, des Démons et des Esprits, et sur les revenants, et Vampires de Hongrie, de Boheme, de Moravie, et de Silésie, (Disertaciones sobre las apariciones de ángeles, demonios y espíritus y sobre los fantasmas y vampiros de Hungría, Bohemia, Moravia y Silesia) que es ambiguo en relación con la existencia de vampiros. Calmet había acumulado una gran cantidad de informes sobre incidentes presuntamente relacionados con vampiros, incluyendo el trabajo Vernünftige und christliche Gedancken uber die Vampirs oder bluhtsaugende Todten (Pensamientos cristianos y sabios sobre el vampiro o chupasangre) escrito en 1733 por Johann Christoph Harenberg, filósofo, teólogo e historiador alemán. Numerosos lectores, incluso críticos como Voltaire y Benito Jerónimo Feijoo, interpretaron tal tratado como una prueba de la existencia de los vampiros. En su Diccionario filosófico, Voltaire escribió:

Los vampiros eran muertos que salían del cementerio por la noche para chupar la sangre a los vivos, ya en la garganta, ya en el vientre, y que después de chuparla se volvían al cementerio y se encerraban en sus fosas. Los vivos a quienes los vampiros chupaban la sangre se quedaban pálidos y se iban consumiendo, y los muertos que la habían chupado engordaban, les salían los colores y estaban completamente apetitosos. En Polonia, en Hungría, en Silesia, en Moravia, en Austria y en Lorena eran los países donde los muertos practicaban esa operación. Nadie oía hablar de vampiros en Londres ni en París.
Voltaire

### Europa occidental

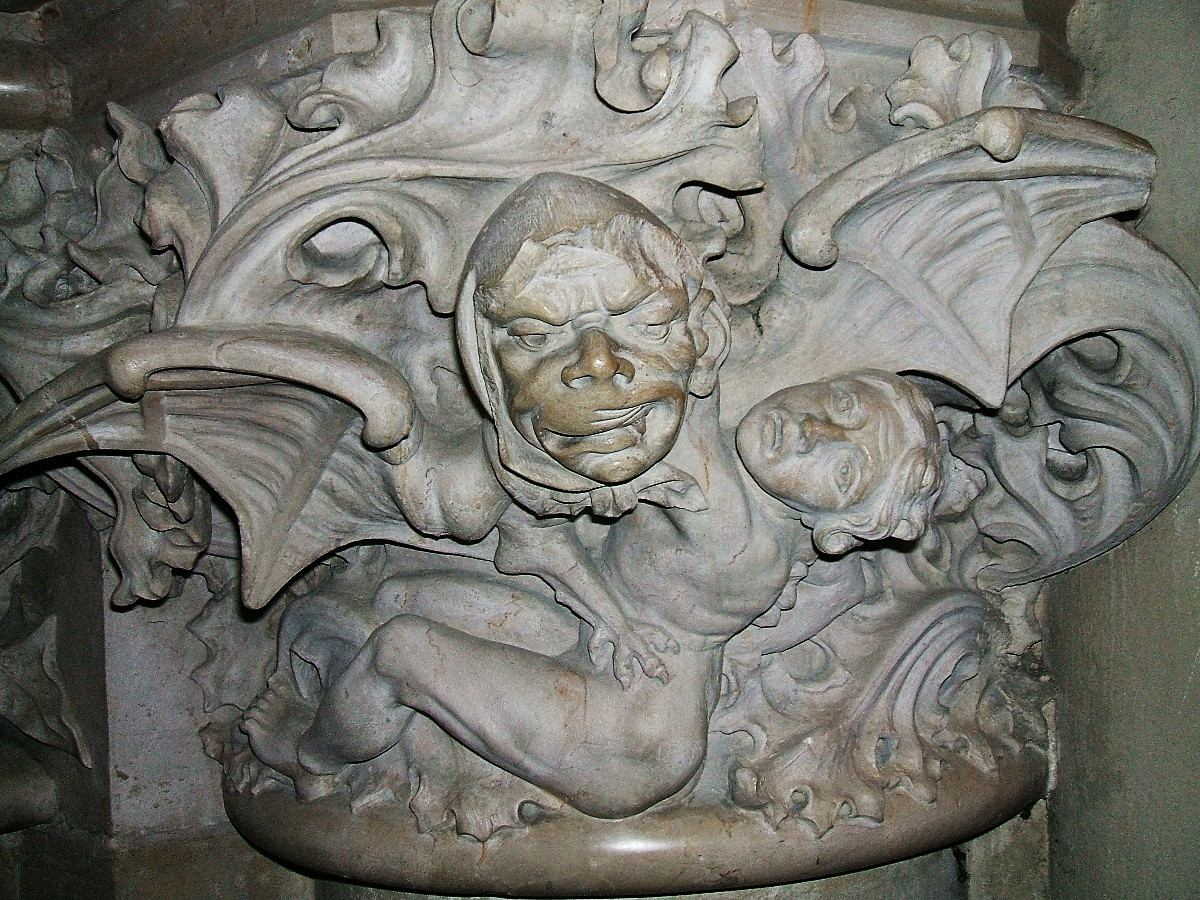
Capitel en la cripta de la Catedral Nueva de Vitoria, España, representando a una criatura semejante a un vampiro con su presa.

Esta transferencia de leyendas en Europa provoca que en países sin tradición vampírica propia, como Francia, España o Italia, las tradiciones sobre seres ávidos de sangre sean un calco de las creencias balcánicas o griegas, asimiladas a partir del siglo XIX en el panteón mitológico propio de cada cultura.

#### Alemania
En el folclore alemán aparece la figura del alp, un espíritu normalmente masculino, similar a un íncubo y a un vampiro, capaz de cambiar de forma y poseer otros cuerpos durante la noche. Al contrario que otros vampiros mitológicos, no presenta afinidad con la sangre ni implicaciones de carácter sexual.
Respecto a los nachzehrer, a pesar de que han sido considerados tradicionalmente vampiros, son criaturas mitológicas más semejantes a los gules y zombis, pues no se alimentan de sangre sino de cadáveres. Normalmente una persona se convierte en nachzehrer si se suicida, y vuelve de la muerte para devorar a sus familiares, extender plagas y drenar la «fuerza vital» de los vivos. Según la tradición, pueden transformarse en cerdos y descansan en sus tumbas con el ojo izquierdo abierto y el pulgar de una mano sobre la otra.
En Pomerania, entre Alemania y Polonia, las leyendas se refieren a los upier, con características similares a los vampiros del folclore eslavo.
El primer caso documentado de vampirismo proviene de Núremberg en el siglo XVII y se centra en la vida y muerte de Jure Grando, un campesino nacido en la pequeña población de Kringa, fallecido en 1656, y cuyo cadáver incorrupto fue decapitado en 1672 debido a la creencia de los habitantes del pueblo de que era un vampiro que había provocado muertes y epidemias. Su caso fue recogido por Janez Vajkard Valvasor en su obra Die Ehre des Hertzogthums Crain (El honor del ducado de Carniola) y por Erasmus Finx pocos años después.

#### Escandinavia
En la mitología nórdica el único personaje similar a un vampiro es el draugr, un no muerto que habita en las tumbas vikingas y que solo puede ser destruido por un héroe.
En Dinamarca se conservaron tradiciones acerca de una criatura llamada mara, una malvada mujer vampiro capaz de transformarse en forma humana para seducir hombres.
En Islandia se recogen dos relatos de espíritus condenados a vagar entre la vida y la muerte y hostiles a los humanos, en la Saga de Grettir y en la Saga Eyrbyggja, aunque ambas tradiciones tienen más relación con el miedo a la muerte que con el mito universal del vampiro.

#### España
En España existen varias tradiciones respecto a seres con tendencias vampíricas. En Asturias destaca la Guaxa, la cual es descrita como una anciana vampiro que clava su único diente y succiona la sangre de sus víctimas. En Cantabria existe su equivalente con el nombre de Guajona. En Cataluña está la leyenda del Dip, un perro maligno vampiro y el temible Conde Estruch.
En las Islas Canarias también existió la creencia en seres vampíricos, aquí bajo la forma de brujas chupadoras de sangre. Uno de estos ejemplos lo ofrece la leyenda de las Brujas del Bailadero de Anaga en Tenerife.

#### Gran Bretaña
Tanto Walter Map como William de Newburgh, historiadores y cronistas ingleses del siglo XII, recogen varios relatos acerca de no muertos similares a los vampiros, aunque las leyendas posteriores sobre vampiros en inglés son escasas. Estos mitos son similares al folclore posterior al siglo XVIII acerca de los vampiros en Europa del este, desde donde el mito volvió a Inglaterra y a Alemania, donde fue embellecido y popularizado. Entre estos mitos destacan los del «vampiro del castillo de Alnwick», en Inglaterra, que relata la historia de un sirviente que, en el siglo XII, volvió de la muerte para vengarse de sus vecinos mediante una epidemia hasta que su cadáver fue quemado fuera de la ciudad, o el del «vampiro de la abadía de Melrose», un monje que mantenía relaciones sexuales después de morir y cuyas cenizas debieron ser esparcidas para evitar su regreso.
La criatura mitológica conocida como Baobhan sith en el folclore de las Tierras Altas escocesas, similar a un súcubo o a un banshee, y el Lhiannan Shee de la Isla de Man son dos espíritus feéricos con elementos decididamente vampíricos.
El caso contemporáneo más paradigmático es el del «vampiro de Highgate», un conjunto de rumores y presuntos avistamientos de vampiros que provocaron hasta una «caza» a comienzos de los años 1970 alrededor del cementerio de Highgate, en Londres. Los hechos inspiraron la película Dracula AD 1972.

#### Otras tradiciones

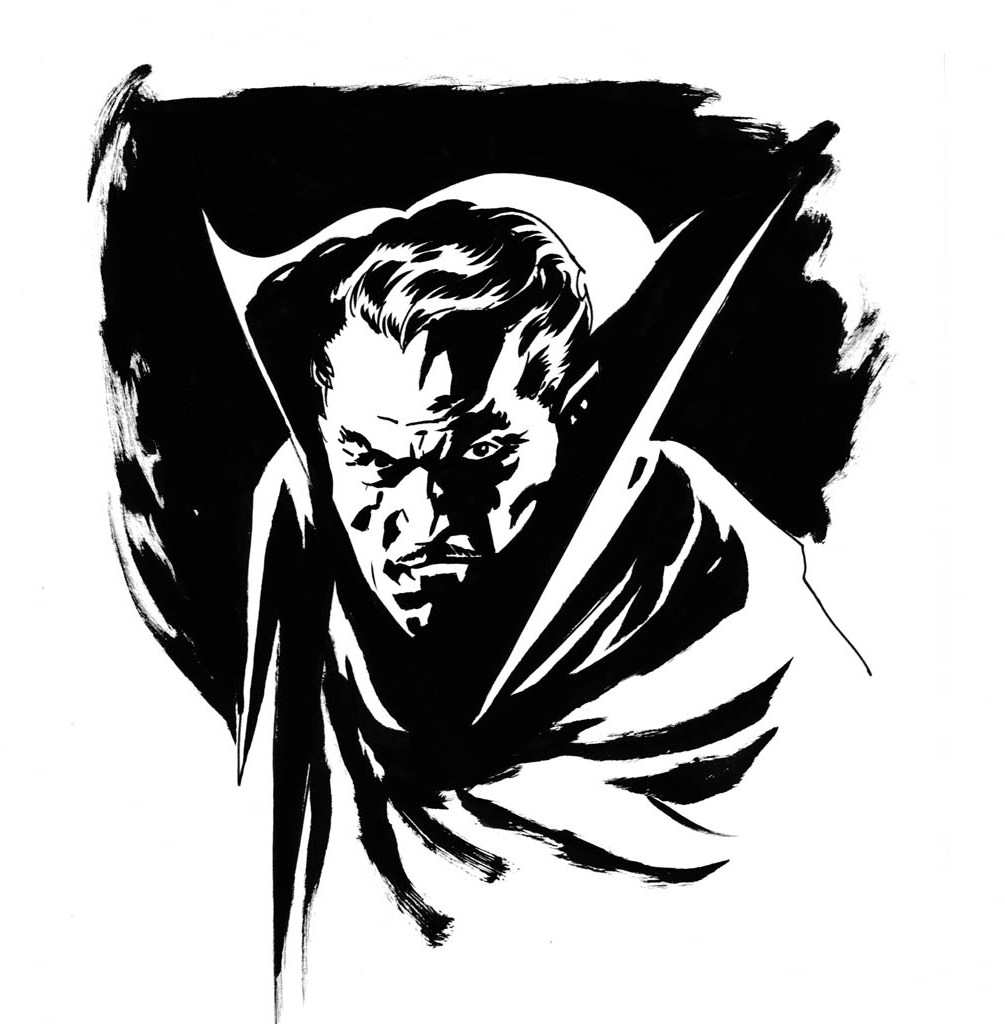
Dibujo que representa al clásico vampiro descrito por Bram Stoker en Drácula. Esta figura es tan común que ejemplifica el paradigma del vampiro.

El leanashe o dearg-due, literalmente «succionador de sangre roja» en gaélico, de Irlanda es un espíritu similar a un vampiro que sale de su tumba y se alimenta de sangre. Se le puede contener colocando piedras en su tumba, impidiendo así que salga. Puede haber contribuido a la creación de los personajes vampíricos de los autores irlandeses Sheridan Le Fanu y Bram Stoker.
La Bruxsa de Portugal, que adopta la forma de un pájaro en la noche y asalta a los viajeros, es otro espíritu vampírico femenino hostil a los seres humanos.

## África

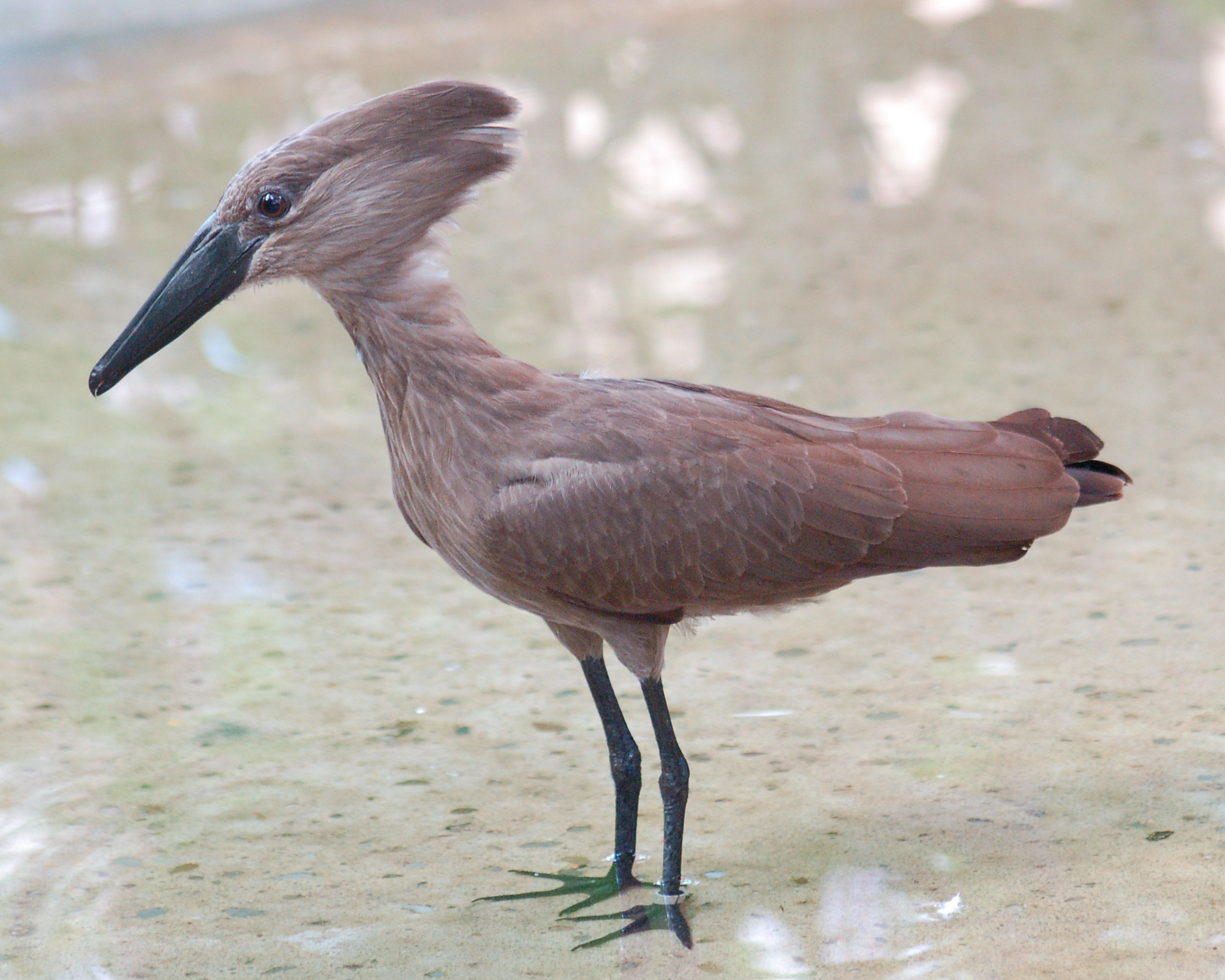
El ave martillo, una manifestación del impundulu en algunas tradiciones africanas.

En diversas regiones de África existen cuentos folclóricos en los que aparecen seres similares a los vampiros. En África occidental los ashanti conservan historias acerca del asanbosam, una criatura arborícola con dentadura de hierro, leyendas compartidas con los dahomey, sobre los obayifo o asiman criatura semejante a un vampiro capaz de habitar otros cuerpos, especialmente de animales, viajar mediante una luz fosforescente y matar niños bebiendo su sangre. La tradición sobre estas criaturas pasó también a América del Sur, especialmente a Surinam, donde son llamados azeman.
Por su parte, Según teorías lasalianas, el pueblo ewé habla del adze, que puede tomar la forma de una mariposa y cazar niños.
El pueblo betsileo de Madagascar habla del ramanga, un vampiro que bebe sangre y come las uñas de los nobles pero no ataca a los campesinos.
Entre las tribus pondo, zulúes y xhosa de la parte occidental de la región del Cabo se conservan tradiciones acerca del impundulu, izulu o inyoni yezulu, que adopta la forma de un gran pájaro con garras y es capaz de convocar truenos y relámpagos. La criatura mitológica puede ser convocada por un brujo para atacar a sus enemigos.
En 2005 un sudafricano fue condenado por el homicidio de un niño de dos años al que creía un impundulu.

## América

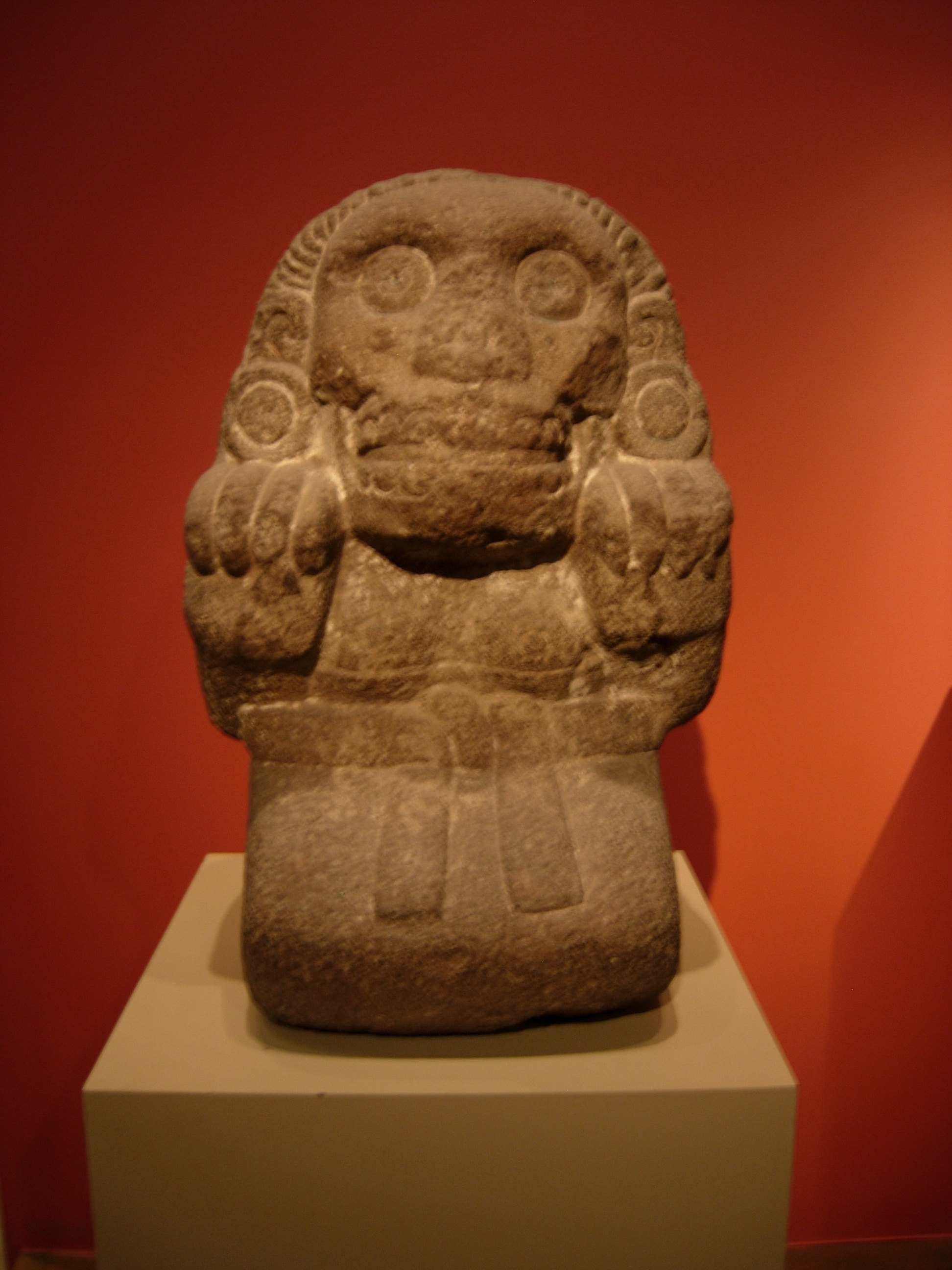
Figura azteca de Cihuacóatl, relacionada con las cihuateteo.

En el continente americano también existen tradiciones sobre criaturas que comparten características con los vampiros europeos.
En la mitología azteca aparecen las cihuateteo, espíritus con cara esquelética surgidos de mujeres muertas durante el parto que roban los niños y mantienen relaciones sexuales con los vivos, volviéndolos locos. Según algunos estudiosos, esta criatura mitológica dio lugar a la leyenda mexicana de «la Llorona». Por otro lado, el camazotz es un dios-murciélago de la mitología maya, sediento de sangre y similar a un vampiro. En la mitología talamanqueña de los pueblos bribri y cabécar de Costa Rica, el dios murciélago Dukúr Bulu chupaba la sangre de Iriria, la niña tierra, como parte del mito de la creación del mundo.
En Argentina, el folklorista Juan B. Portela escribe en el Compendio de las tradiciones pampeanas publicado en 1909 que «el primer vampiro del Río de la Plata fue un viajero asociado al anchanchu. Lo llamaban Jucucha. Arribado en los tiempos de antaño, encontró su final en los años primeros de la centuria pasada. El inicio de la tradición se desconoce; sobrevive en la actualidad en zonas rurales del Centro de la Provincia» (p. 678, vol. ii).
En la amazonía brasileña algunas tribus hablan de una criatura mitológica o criptozoológica llamada zaolas, que se transforma en jaguar y bebe la sangre de sus víctimas humanas.

### Bolivia
En Bolivia se conserva la leyenda del abchanchu, una criatura semejante a un vampiro capaz de transformarse en un viajero anciano e indefenso. Cuando otros transeúntes le ofrecen su ayuda, el abchanchu los ataca y bebe su sangre.

### Caribe
Tanto las soucouyant de Trinidad y Tobago como la Tunda y Patasola del folclore colombiano son mujeres que atemorizan a los campesinos por la noche.
Entre el pueblo taíno se denomina Hupia a unos espíritus de muertos que vuelven por las noches para seducir a las mujeres.
El Loogaroo es un ejemplo de cómo una creencia en vampiros puede ser el resultado de una combinación de supersticiones, en este caso una mezcla entre las leyendas francesas y el vudú africano. El término Loogaroo posiblemente proviene del francés loup-Garou (que significa «hombre lobo») y que es común en la cultura de la Isla Mauricio. Sin embargo, las historias de los Loogaroo se han generalizado en las islas del Caribe y en el estado de Luisiana, en los Estados Unidos.

### Chile
Los pueblos mapuches del sur de Chile conservan tradiciones sobre una cambiante sedienta de sangre con el aspecto de una culebra voladora conocida como piuchén; e igualmente existe la tradición de la transformación de un calcu (hechicero mapuche) en un ser conocido como chonchón, el cual puede consumir sangre humana. En varias supersticiones de América del Sur, colgar Aloe vera detrás o cerca de una puerta evitaba que los seres vampíricos entrasen dentro de la casa.

### México
En la cultura nahua del estado mexicano de Tlaxcala tradicionalmente se ha creído en la existencia de un tipo de vampiro denominado tlahuelpuchi. Según los relatos, se trata de una maldición que afecta a algunos recién nacidos que viven y crecen con normalidad en una familia humana, pero que por la noche son capaces de cambiar de forma y beber la sangre de otros niños. Un tlahuelpuchi femenino es más poderoso que uno varón, y entre sus formas favoritas está la de buitre. Evita el ajo, la cebolla y los metales y tiene que alimentarse de sangre al menos una vez al mes o muere.

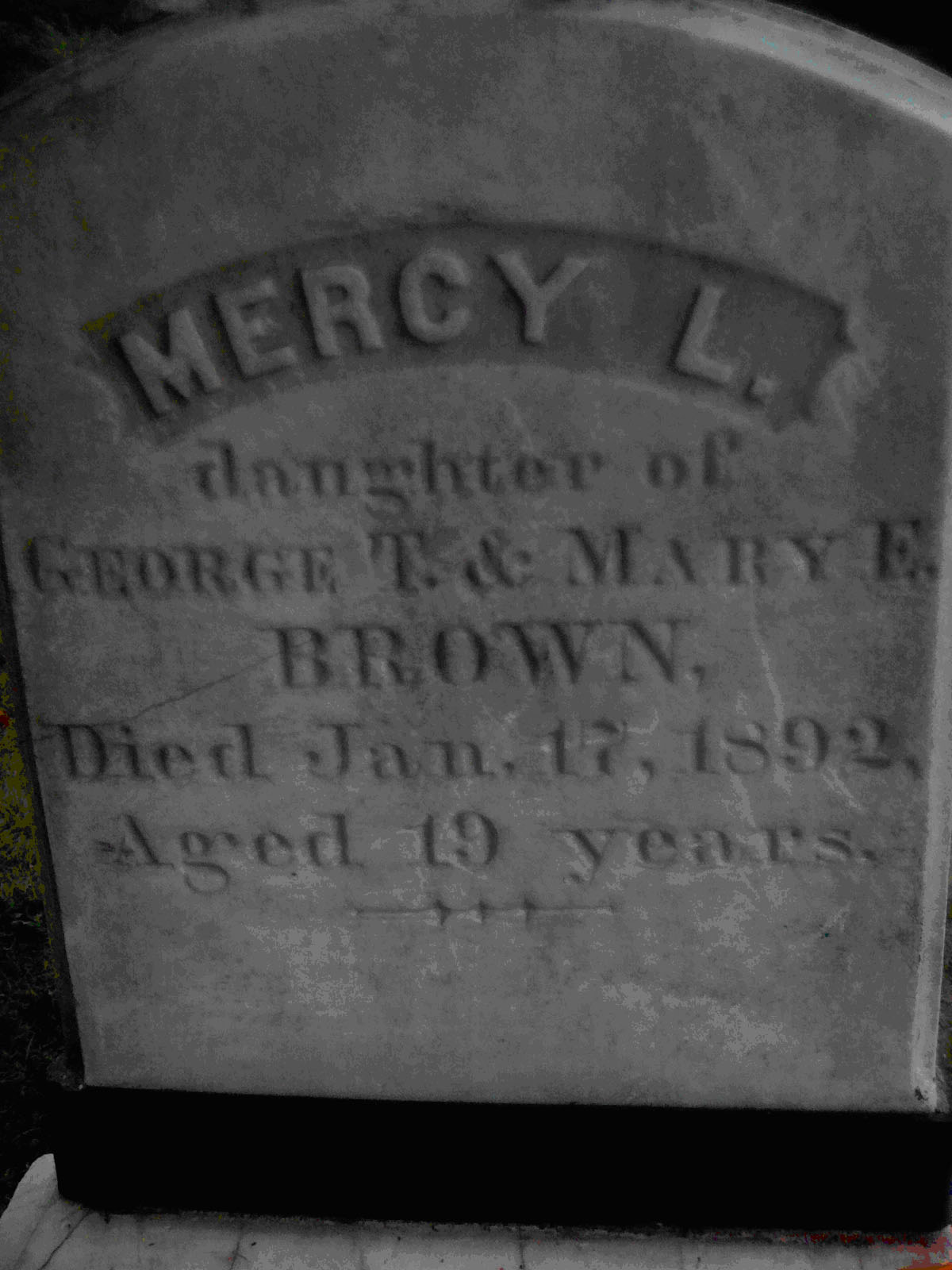
Tumba de Mercy Brown en Exeter, Rhode Island, Estados Unidos.

### Nueva Inglaterra
A finales del siglo XVIII y comienzos del XIX, la existencia de los vampiros era una creencia generalizada en partes de Nueva Inglaterra, en particular, en Rhode Island y el este de Connecticut. Hay muchos casos documentados de familiares desenterrando a sus seres queridos para extraer sus corazones creyendo que el fallecido era en realidad un vampiro, responsable de la enfermedad y muerte de parte de la familia, aunque el término «vampiro» no fuera utilizado expresamente para describir a la persona fallecida.
En Nueva Inglaterra, la superstición afirmaba que la tuberculosis, conocida en el momento como «consunción», era contagiada por algún hombre fallecido por la misma enfermedad que volvía de la muerte y visitaba por las noches a su familia. El más famoso y más recientemente registrado caso de sospecha de vampirismo es el de la joven de diecinueve años Mercy Brown, que murió en Exeter, Rhode Island, en 1892. Su padre, asistido por el médico de la familia, exhumó su cuerpo dos meses después de su fallecimiento. Encontró el cadáver incorrupto, probablemente debido a las bajas temperaturas de Nueva Inglaterra, y extrajo su corazón, que fue cortado, quemado hasta las cenizas y sus restos utilizados como infusión para curar, sin éxito, a su hermano.

### Perú
En las zonas andinas de Perú se conservan leyendas acerca de una criatura llamada pishtaco, similar al bogeyman anglosajón pero con tendencias vampíricas. Normalmente se le describe como un hombre blanco que caza indios para comer su carne y vender su grasa corporal.

## Asia
Enraizada en el folclore antiguo, la creencia moderna en vampiros se ha extendido por toda Asia, desde cuentos sobre macabras entidades sedientas de sangre en el continente, hasta seres vampíricos de las islas del sudeste de Asia.
Además de las referencias mitológicas en la India, otros países asiáticos conservan tradiciones antiguas relacionadas con criaturas no muertas similares a vampiros.

### China
El origen de las eventos vampíricos se remontan a las primeras dinastías chinas de hace 4.000 años. A lo largo de los diferentes reinos existía la costumbre de no enterrar un individuo sospechoso de ser un vampiro hasta que hubiera una putrefacción avanzada en el cuerpo. En algunos casos el cuerpo se ponía en una pira funeraria. En el siglo III a. C. , el filósofo Chi Wu Li narró como un "chupador de sangre" aterraba a las aldeas vecinas de la actual capital Beijing. Además narró como su cadáver fue tratado para evitar su regreso.
En historias más contemporáneas (del siglo XVII, tras la instauración de los Qing) se encuentran los Jiang Shi (en chino 僵尸, literalmente «cadáver rígido»), a veces llamados «vampiros chinos» por los estudiosos occidentales, son cadáveres reanimados que brincan alrededor de los poblados causando la muerte de seres vivos para absorber su «esencia vital» (qì, 气). La tradición cuenta que se crean cuando el alma de una persona (pò, 魄) no abandona el cuerpo del difunto. Una característica inusual de este vampiro es, además de tener una larga mata de pelo blanco alrededor de sus cabezas, su piel peluda y de color verde-blanca, tal vez derivada de los hongos y mohos que crecen cerca de los cadáveres. Estas criaturas mitológicas, combinadas con elementos típicos de los vampiros occidentales, han protagonizado varias películas de terror orientales.

### Filipinas

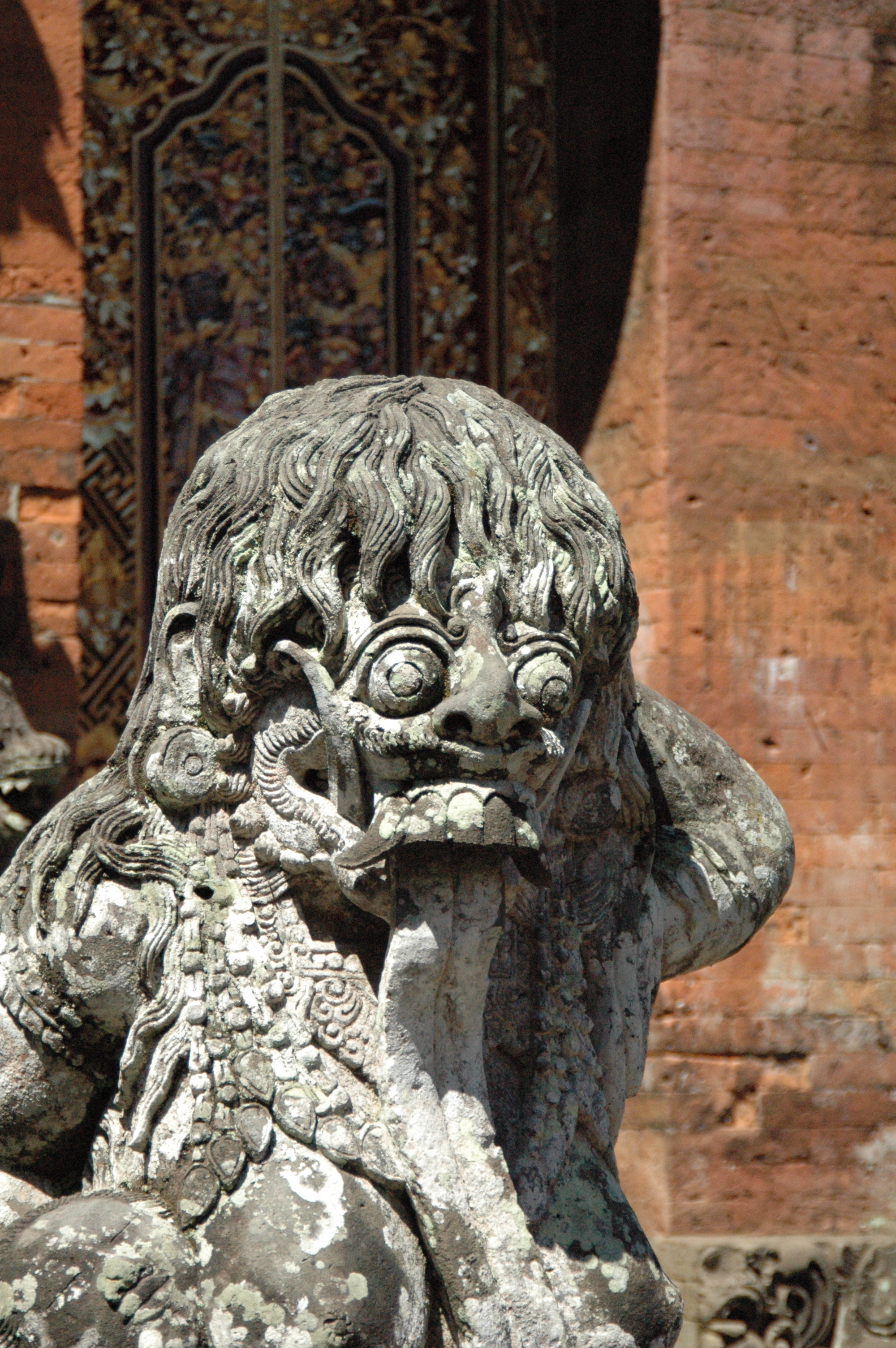
Estatua de Rangda, personificación del mal en la mitología balinesa y reina de las leyak.

En Filipinas existen leyendas acerca de mujeres vampiro, seres que pueden separar partes de su cuerpo según su voluntad. Hay dos principales criaturas similares a los vampiros en Filipinas: el mandurugo (en tagalo «succionador de sangre») y el manananggal (en bisaya «auto segmentador»). El mandurugo es una variedad del aswang o del dila, que adopta la forma de una atractiva mujer de día y por la noche desarrolla alas y una lengua larga, hueca y similar a un hilo, que utiliza para aspirar la sangre de una víctima dormida. El manananggal se describe como una mujer hermosa, capaz de cortar su parte superior del torso con el fin de volar por la noche con enormes alas similares a las de los murciélagos, con preferencia por cazar mujeres embarazadas mientras duermen en sus hogares. Usan una lengua similar a una probóscide alargada para aspirar los fetos y comer las entrañas de la mujer, en particular el corazón y el hígado, además de la flema de los enfermos. Algunas tradiciones explican que estos vampiros van acompañados o pueden transformarse en una criatura similar a un murciélago llamado Wak Wak, que no puede separar su torso pero se alimenta de la misma manera que el mandurugo o el ekek, otro pájaro que hace presa en humanos y tiene grandes garras.

### Indonesia y Malasia
Los penanggalan de Malasia pueden ser una bella mujer joven o anciana que haya obtenido su belleza a través de la magia negra u otros medios no naturales, o bien una criatura oscura y demoníaca por naturaleza. Es capaz de separar su cabeza, adornada por colmillos de animal, y de hacerla volar por la noche en busca de sangre, por lo general de mujeres embarazadas. Los malasios cuelgan jeruju (cardos) alrededor de las puertas y ventanas de las casas con la esperanza de que una penanggalan no quiera entrar por temor a engancharse los intestinos en las espinas.
La leyak es un demonio de similares características del folclore Balinés, mientras que el jenglot lo es de Java. Este último no es tanto un espíritu como un pequeño homúnculo momificado, del tamaño de una muñeca, que se alimenta de sangre. Un ermitaño puede convertirse en un jenglot tras largos años de meditación aislado en una cueva.
Por otra parte, una pontianak o hanto kopek, también llamada kuntilanak o matianak en Indonesia, y langsuir en Malasia, es una mujer que, tras fallecer durante un parto, se convierte en no muerta y busca venganza aterrorizando a los habitantes de los pueblos.
Toma la forma de una atractiva mujer con largo cabello negro que cubre un agujero en la parte posterior de su cuello y que le succiona la sangre a los niños. Llenar el agujero de cabello es el único método para destruirla.
Antiguamente, durante los enterramientos se rellenaban las bocas de los cadáveres con perlas de vidrio, se colocaban huevos bajo cada axila, y agujas en las palmas de las manos para evitar que las mujeres muertas durante el parto se convirtieran en langsuir.

### India

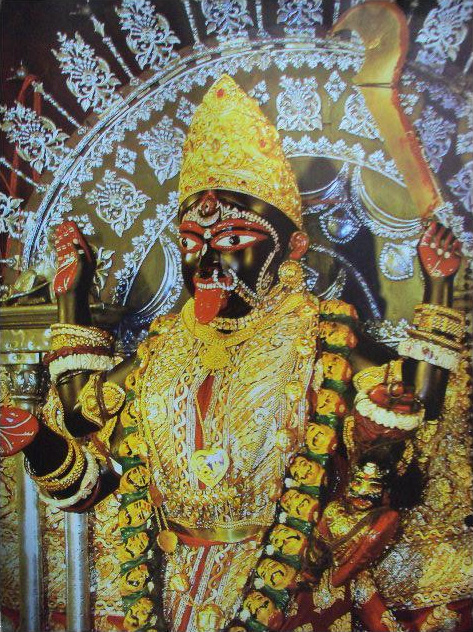
Estatua de Kālī en Dakshineshwar.

En el antiguo folclore sánscrito existen cuentos acerca de los vetalas, similares a los gules de Oriente Medio, que habitan en los cementerios y utilizan los cadáveres como vehículo para internarse en el mundo de los vivos. Aunque la mayoría de las leyendas sobre los vetalas se han recopilado en el Baital Pachisi, una de las más importantes historias sobre estos vampiros está recogida en el Kathasaritsagara, donde se cuenta que el rey Vikramāditya intentaba, por la noche, cazar un esquivo vetala. Este es descrito como una criatura no muerta que, como un murciélago, se cuelga boca abajo en los árboles cercanos a los lugares de cremación y a los cementerios.
Por otra parte, los demonios pishacha, espíritus de hombres malvados regresados de la muerte, y los bhūta o prét, almas de hombres que han muerto prematuramente y deambulan por los cementerios reviviendo cadáveres, además de atacar a los vivos de forma similar a los gules. Presentan también algunas de las características asociadas a los vampiros, como la habilidad para convertirse en animales.
En el norte de la India existen leyendas acerca de los brahma rākshasa, una criatura similar a un vampiro, con la cabeza cubierta de intestinos y una calavera de la que bebe sangre. Los brahmaraksasas son bráhmanas (sacerdotes de casta) que se han suicidado o que han cometido algún pecado grave.
Otras tradiciones recogen leyendas acerca del pichal peri, una criatura con cuerpo de mujer distinguible por sus pies colocados al revés.
Finalmente, los acheri son espectros, similares a los churel, de niñas pequeñas que bajan de las montañas por la noche para infectar con enfermedades a los humanos, especialmente a los niños. La única defensa posible es una banda de tela roja alrededor del cuello, que hace que la criatura la confunda con sangre.

#### Kālī
La deidad hindú Kālī posee colmillos, viste una guirnalda de cadáveres o calaveras, y tiene cuatro brazos. Está íntimamente relacionada con la sangre y sus templos están ubicados cerca de los lugares de cremación en toda la India. En un relato mitológico, las diosas Kālī y Durgā lucharon contra el demonio Raktavija (en sánscrito «semilla de sangre»), que podría reproducirse a sí mismo a partir de cada gota de su sangre derramada. Kālī bebió toda su sangre sin derramar nada, con lo que pudo ganar la batalla y matar al demonio.

### Japón
En Japón no se conserva ninguna leyenda nativa sobre vampiros y solo se presenta en las tradiciones el mito de los «Jiang Shi» (vampiros chinos). Estos vampiros hicieron sus primeras apariciones en el cine a finales de los años 1950. La figura del ente que vuelve de la muerte para vengarse en el folclore japonés es el Onryō, que no tiene más similitudes con el vampiro.

## Oceanía
En la mitología de Melanesia se recogen leyendas acerca de la abere, un demonio femenino residente en las marismas que atrae a sus víctimas por su belleza y después las devora.
Por otro lado, algunas tribus de Nueva Guinea, como los kombai y los inanwatan, conservan tradiciones acerca del suangi, un brujo-vampiro que consume la sangre y vísceras de sus víctimas, rellenando después los cadáveres con hojas y convirtiéndolos en sus lacayos.
Dentro de la mitología aborigen australiana se habla de una criatura llamada Yara-ma-yha-who, un hombre pequeño con cabeza grande y sin dientes, pero con ventosas en los dedos de las manos y los pies. Ataca a los viajeros y bebe su sangre usando las ventosas. Después devora completamente a su víctima para regurgitarla a continuación más pequeña que antes y con la piel más roja.

## Otras tradiciones

### Leyendas romaníes
Entre el pueblo romaní se creía que los mullo (literalmente, «alguien muerto») regresaban de entre los muertos y provocaban actos malvados, además de beber sangre humana, la mayoría de las veces de un pariente o de la persona que había causado su muerte. Otras posibles víctimas eran aquellos que no respetaran las ceremonias de entierro o guardasen los bienes del difunto en lugar de destruirlos adecuadamente. Las mujeres vampiro podrían regresar, llevar una vida normal e incluso casarse, pero finalmente agotaban al marido con su apetito sexual. Al igual que en otras tradiciones, los vampiros de sexo masculino podían ser padres y los niños, dhampiros, solían convertirse en cazadores de vampiros.
Cualquier persona que tuviera un aspecto desagradable, le faltara un dedo, o tuviera apéndices similares a los de un animal podía ser considerado un vampiro. También podía convertirse en uno cualquier persona que muriera sola y oculta de los demás, o los cadáveres que ennegrecieran antes de su entierro. Perros, gatos, plantas o incluso herramientas agrícolas podrían convertirse en vampiros. Las calabazas o melones guardados en casa durante un tiempo largo podrían comenzar a moverse, hacer ruidos o sangrar. Según el etnólogo serbio Tatomir Vukanović, el pueblo romaní de Kosovo cree que los vampiros son invisibles para la mayoría de la gente, pero pueden ser vistos por dos hermanos gemelos, hombre y mujer, nacidos en sábado que llevasen sus ropas al revés. Del mismo modo, un poblado podría ser protegido por una pareja de gemelos que, además de poder ver al vampiro por la noche, le harían huir inmediatamente.

### Tradiciones judías

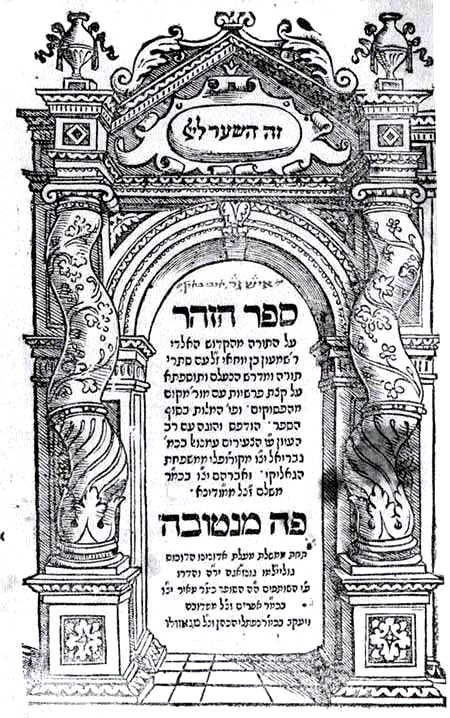
Frontispicio de la edición de 1558 del Zohar.

Los escritos rabínicos judíos medievales reinterpretaron la figura de Lilith y, al atribuirle características propias de los vampiros, dieron pie a la formación de varias tradiciones sobre entidades vampíricas, «hijas de Lilith», especialmente entre los estudiosos de la Cábala.
Por ejemplo, se consideraba que esta versión de Lilith era capaz de transformarse en un animal, generalmente un gato, y encantar a sus víctimas haciéndoles creer que era una criatura benevolente e irresistible. Sin embargo, tanto ella como sus hijas no drenaban la sangre de sus víctimas, sino que las estrangulaban hasta la muerte.
Un documento cabalístico de finales del siglo XVII y principios del XVIII relacionado con las hijas de Lilith fue hallado en una de las copias del Zohar, traducidas por Jean de Pauly y custodiadas en la Bibliotheca Philosophica Hermetica de Joost Ritman. El texto contiene instrucciones para construir dos amuletos, una para los hombres (lazakhar) y otro para mujeres (lanekevah). Las invocaciones de los amuletos mencionan a Adán, Eva, Lilith, Chavah Rishonah y varios ángeles: Sanoy, Sansinoy, Smangeluf, Shmari'el y Hasdi'el. Unas pocas líneas en yídish muestran un diálogo entre el profeta Elías y Lilith, en la que ha llegado con una serie de demonios para matar a una madre, a su recién nacido y «beber su sangre, chupar sus huesos y comer su carne». En el diálogo confiesa a Elías que perderá su poder si alguien utiliza alguno de sus nombres secretos, que revela al final.
Otros relatos describen los vampiros judíos de forma más tradicional. En el relato tradicional El Beso de la Muerte, la hija del rey demonio Asmodeo arrebata el aliento de un hombre que la ha traicionado, de una forma que recuerda fuertemente a los besos mortales de un vampiro.
Un relato poco común se puede encontrar en el Sefer Hasidim 1465, en el que se habla de un viejo vampiro llamado Astryiah que usa su pelo para drenar la sangre de sus víctimas. En el mismo libro se conserva la historia de la búsqueda del cadáver de una bruja al que se clava una estaca en el corazón para garantizar que no volviera de la muerte para acechar a sus enemigos.